# جون إنغهام
جون إنغهام (بالإنجليزية: John Ingham)‏ (18 أكتوبر 1924 في المملكة المتحدة - 6 مايو 2002 في المملكة المتحدة) هو لاعب كرة قدم بريطاني (وحمل سابقاً جنسية المملكة المتحدة لبريطانيا العظمى وأيرلندا) في مركز الوسط. لعب مع نادي غيتزهد ونادي  شيلدز الشمالية ‏.